# De verdwijning van Roger Starr
De verdwijning van Roger Starr is een hoorspel van André Kuyten. De AVRO zond het uit op donderdag 16 januari 1969. De regisseur was Rob Geraerds. De uitzending duurde 53 minuten.

## Rolbezetting
- Paul Deen (Paul George Loring)
- Jan Borkus (Sewell Starr)
- Dogi Rugani (mevrouw Ann Starr, zijn moeder)
- Wam Heskes (dr. Luis Hernandez)
- Tine Medema (Theresa)
- Eva Janssen (Maria Maioranos)
- Paul van der Lek (Ángel Aguera)
- Tonny Foletta (Bernie)
- Corry van der Linden (Candy)
- Joke Hagelen (Leila)
- Willy Ruys (Manuel)
- Gerrie Mantel (de stewardess)
- Hans Karsenbarg (Julian)

## Inhoud
De bekende privédetective Paul George Loring ontvangt bezoek van de schrijver Sewell Starr, zoon van een beroemd New Yorks advocaat. Hij komt voor een ietwat eigenaardig probleem waarmee de politie geen raad meer weet. Na een vrij uitvoerig familierelaas, waarbij ettelijke details uit de doeken worden gedaan, is zijn verzoek ten slotte of Loring wil nagaan en onderzoeken of Roger, zijn twee jaar jongere broer die zijn geheugen is kwijtgeraakt, nog leeft. Voorwaar geen job voor een amateur. Twee jaar geleden, na de dood van Sewells vrouw, gingen hij en Roger samen naar Mexico. In de plaats Yucatán kregen ze een ongeluk. Dr. Hernandes van het Hospital Obispo bevestigde dat een van de twee er ernstig aan toe was. De ander was zijn geheugen kwijtgeraakt en op een gegeven ogenblik uit het ziekenhuis verdwenen. Voordat Loring nu naar Obispo gaat, heeft hij een gesprek met hun moeder. Haar verhaal is uitermate verwarrend. Zij spreekt uitsluitend over Sewell. Ook heeft Loring de boeken van Sewell nog eens nagelezen: “The night is dark”, “Man of no importance” en vooral “Rebel in religion”. Was Sewells verhaal wel eerlijk en waarom wilde hij nu zo graag weten waar Roger gebleven was? En wie was eigenlijk die “Man of no importance”?